# 泰和小貸
揚州市廣陵區泰和農村小額貸款股份有限公司，簡稱揚州市廣陵區泰和農村小額貸款股份、揚州市廣陵區泰和農村小額貸款，以及泰和小貸（英語：Yangzhou Guangling District Taihe Rural Micro-finance Company Limited，港交所：8252），在2008年，由江蘇柏泰集團有限公司，於揚州市（總部）成立前身「揚州市邗江區泰和農村小額貸款有限公司」。
董事長為柏萬林。業務在中國內地經營小額貸款業務。
股份在2017年5月8日於港交所創業板上市。招股價為1.27港元，發行新股為1.5億股，而集資額為5020萬港元。